# Gołkowice (Godów)
Gołkowice (deutsch Golkowitz) ist eine Ortschaft in der Landgemeinde Godów im Powiat Wodzisławski der Woiwodschaft Schlesien in Polen.

## Geografie

### Die Lage
Die Gemeinde Godów liegt im Einzugsgebiet des Flusses Olsa, einem rechten Nebenfluss der Oder. Die Piotrówka, ein rechter Nebenfluss der Olsa, hat ihre Quelle in Tschechien, ist auf einer Länge von etwa 6 km ein Grenzfluss und fließt durch die Dörfer Skrbeńsko, Gołkowice und Godów. Die Szotkówka, ebenfalls ein rechter Nebenfluss der Olsa, fließt zusammen mit ihrem rechten Nebenfluss Leśnica durch die Dörfer Gołkowice und Godów. Geografisch liegt Gołkowice im Kończycka-Gebirge, das zum Ostrauer Becken gehört und historisch gesehen in Oberschlesien.

### Nachbarorte
Im Süden liegt Tschechien, im Norden Skrzyszów, Im Osten die Stadt Jastrzębie-Zdrój und im Westen Godów.

## Gemeinde

### Die Gemeinde
Zur Gemeinde gehören die Ortsteile Borowica, Głębocz, Podlesie und Żabków.

### Religion
Im Ort gibt es 1123 katholische und rund 100 evangelische Familien. Es gibt hier drei Kirchen, zwei davon katholisch; St. Anna, ein Holzgebäude aus dem Jahr 1878 und das Backsteingebäude „Zur heiligen Kreuzerhöhung“ (Podwyższenia Krzyża Świętego) aus dem Jahr 1985. Die römisch-katholische Pfarrei gehört zum Erzbistum Katowice, Dekanat Gorzyce Śląskie. Im Jahre 1910 wurde die lutherische Kirche geweiht, die Pfarrei wurde im Jahre 1945 errichtet. Sie gehört zur Diözese Katowice.

## Geschichte
„Golkowice“ wurde erstmals im Jahre 1229 urkundlich erwähnt, und zwar in einer Päpstlichen Bulle von Gregor IX. für die Abtei Tyniec, welche die Besitztümer der Benediktiner im Raum von Orlová bestätigte. Damals gehörte es zum Herzogtum Oppeln-Ratibor und fiel zusammen mit diesem 1327 als ein Lehen an die Krone Böhmen, die seit 1526 die Habsburger innehatten. Nach dem Tod des Oppelner Herzogs Johann II. 1532 fiel Golkowitz zusammen mit dessen Herzogtum durch Heimfall an Böhmen.
Nach dem Ersten Schlesischen Krieg und dem Vorfrieden von Breslau (1742) gelangte es an Preußen.
In der Volksabstimmung in Oberschlesien über die künftige politische Zugehörigkeit Oberschlesiens 1921 votierten 742 von 906 Wählern für Polen, demgegenüber standen 164 Stimmen für Deutschland.
Nach der polnischen Annexion Ost-Oberschlesiens 1922 gelangte Gołkowice zu Polen. Unterbrochen wurde dies nur durch die Besetzung Polens durch die Wehrmacht im Zweiten Weltkrieg.
Von 1975 bis 1998 gehörte Gołkowice zur Woiwodschaft Katowice, heute gehört der Ort als Teil Oberschlesiens zur Woiwodschaft Schlesien.

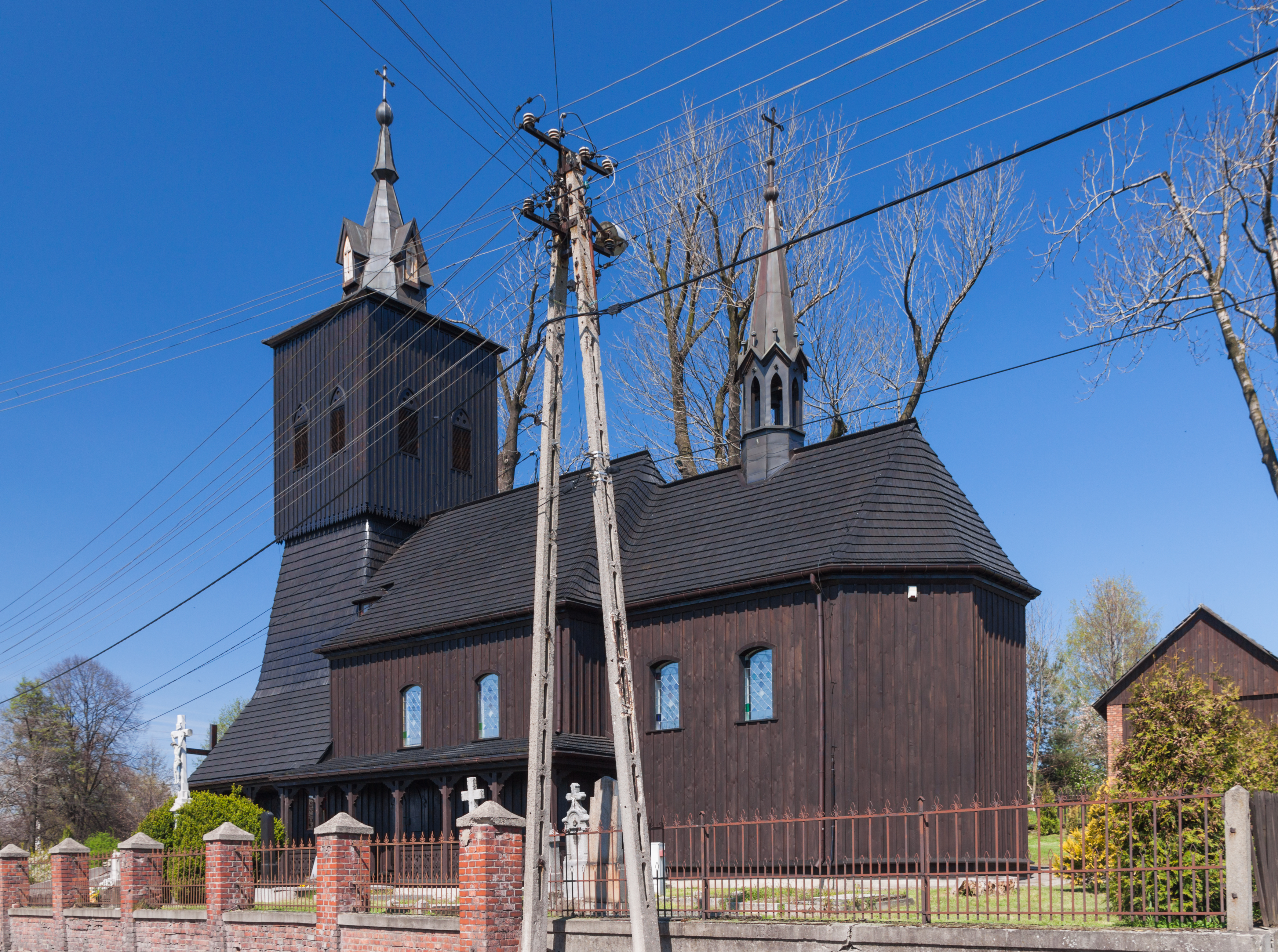
St. Anna
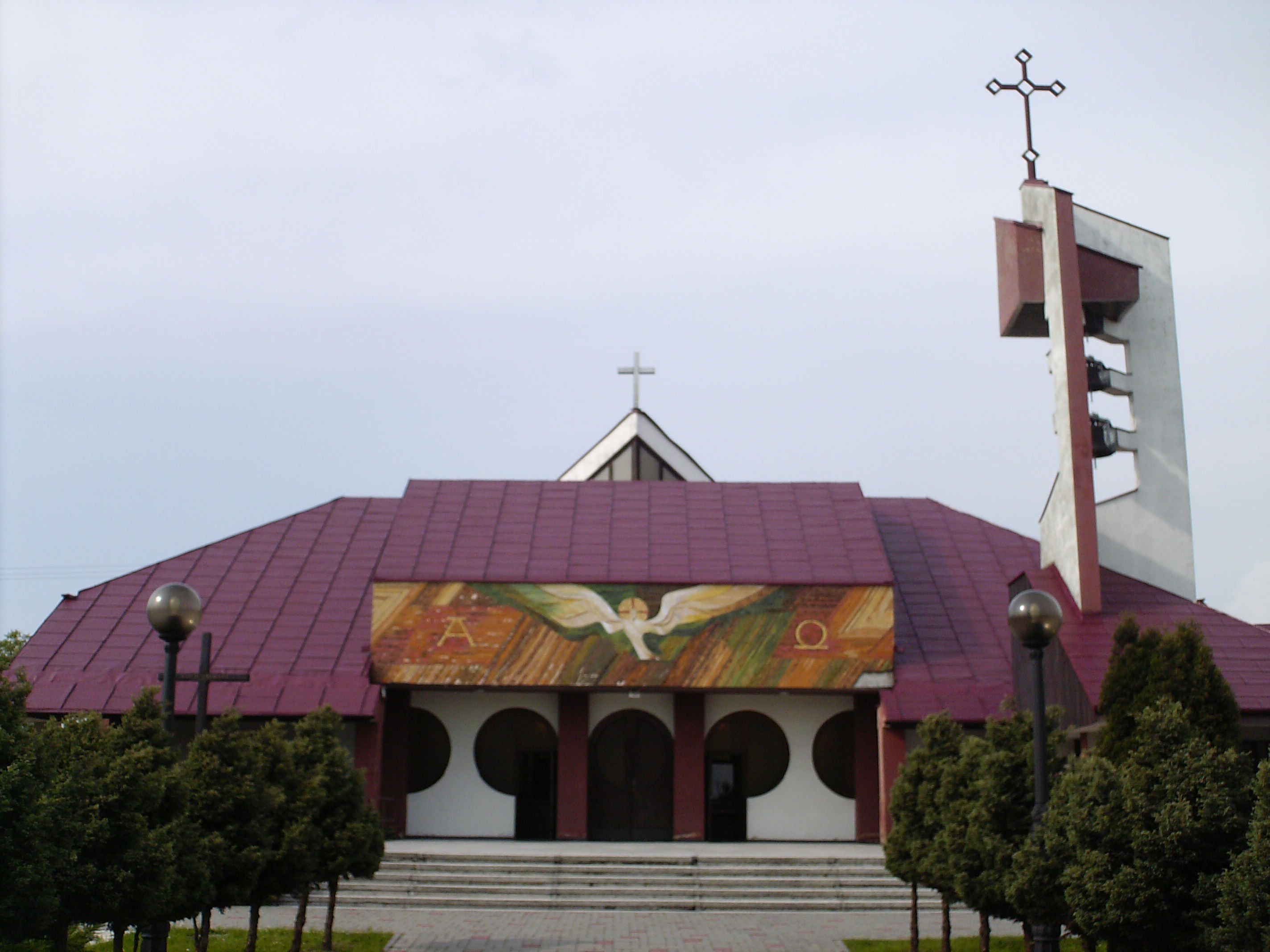
Zur heiligen Kreuzerhöhung
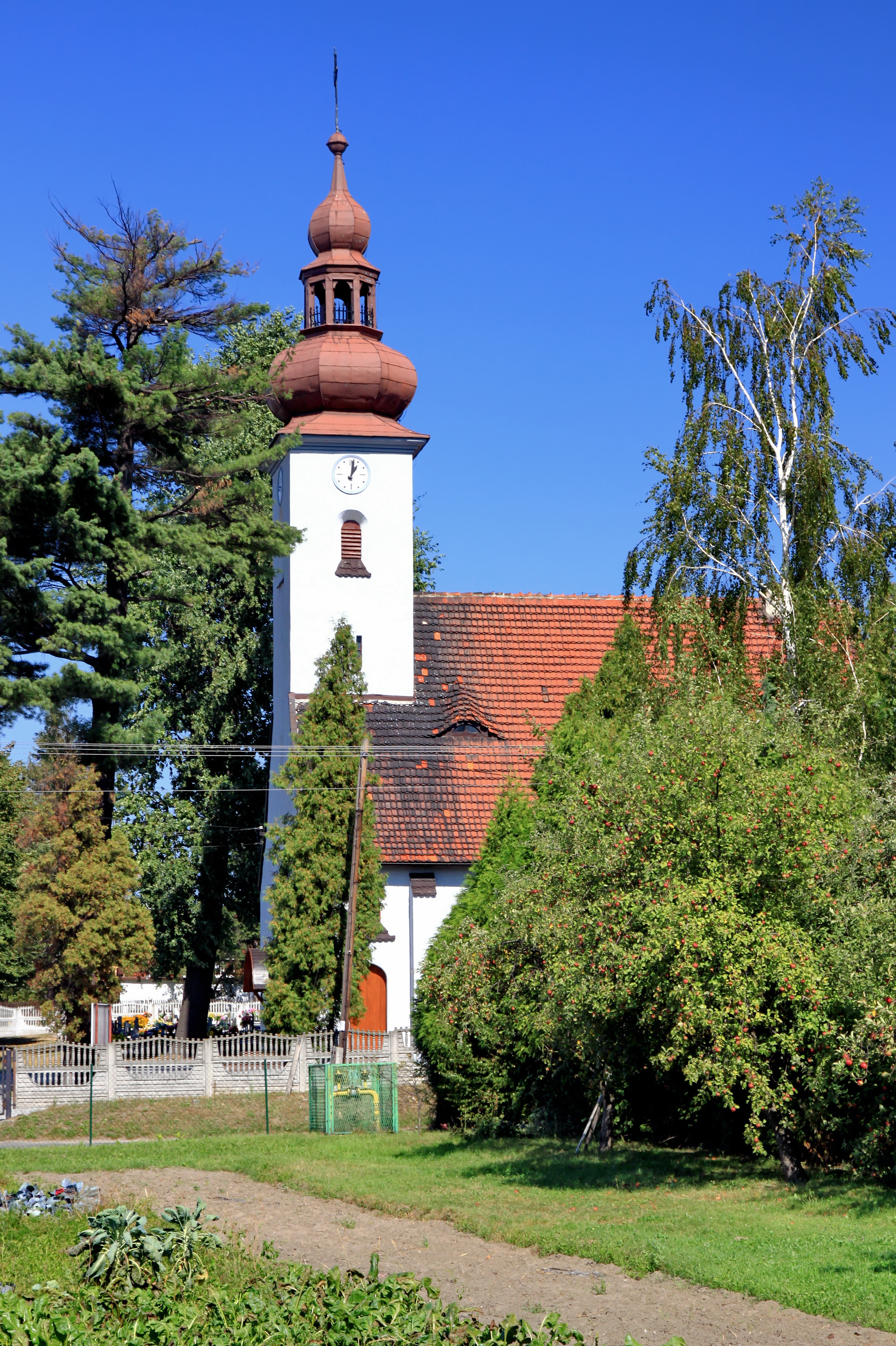
Evangelische Kirche

## Sehenswürdigkeiten
- Die katholische Filialkirche St. Anna an der ul. 1 Maja wurde 1878 erbaut. Das wertvollste Denkmal der Kirche ist die Skulptur der Jungfrau mit Kind von Anfang des 16. Jahrhunderts. Auf dem Kanzelkorb befinden sich Flachreliefs mit Darstellungen der Kirchenväter St. Ambrosius, Augustinus, Hieronymus und Gregor aus dem 18. Jahrhundert. Sie waren vermutlich Teil einer früheren Kanzel von 1711.

- Die evangelische Kirche an der ul. Cmentarna wurde am  1. November 1910 geweiht, dabei wurde in deutscher und polnischer Sprache gepredigt. In das Rundfenster in der ausgewölbten Wand der Apsis wurde ein Buntglasfenster eingefügt mit einem Bild des bluttriefenden Hauptes Christi mit Dornenkrone und der deutschen Inschrift: „O Haupt bedeckt mit Blut.“ Die Orgel wurde wahrscheinlich zum Zeitpunkt der Weihe der Kirche im Chor installiert. Ob es sich dabei um dieselbe Orgel handelte, die sich heute in der Kirche befinden, lässt sich nur schwer zweifelsfrei sagen: es sind Pfeifenorgeln, vierstimmig, gebaut von der Firma Schlag & Söhne aus Schweidnitz.[4]

## Tourismus
Durch die Stadt verläuft die internationale Fahrradroute EuroVelo 4 sowie drei Wanderwege.

## Kultur und Sport
Das Städtische Zentrum für Kultur, Tourismus und Sport betreibt die Tanzgruppe Iskierki und die Gesangsgruppe Absolut. In der Stadt gibt es den Sportverein KS-27 Gołkowice (Fußball), der 1927 gegründet wurde. Nach mehrfachen Namensänderungen hat der Klub heute wieder seine alte Bezeichnung, 2010 spielte er in der B-Klasse des Unterbezirks Rybnik.

## Persönlichkeiten
- Eugen Wiencziers (1880–1917), deutscher Ingenieur, Luftfahrtpionier und ein Alter Adler
- Marian Dziędziel (* 1947), Schauspieler